# Бигуа (футболист)
Моасир Кордейро (порт. Moacyr (Moacir) Cordeiro; 22 марта 1921, Ирати — 9 января 1989, Белу-Оризонти), более известен под именем Бигуа (порт. Biguá) — бразильский футболист, крайний защитник и полузащитник.

## Карьера
Бигуа начал карьеру в клубе «Агуа-Верде» в 1939 году. Проведя там два года, он попробовал пройти просмотр в клубе «Атлетико Паранаэнсе», но неудачно.
В 1941 году Бигуа перешёл во «Фламенго». Его дебютной игрой в составе «Фла» стал матч 26 октября 1941 года с клубом «Мадурейра», в котором «Фламенго»  победил 2:0. Всего в первый год в команде он провёл 8 игр. В следующем году Бигуа стал игроком основного состава, проведя 38 матчей, чем помог клубу выиграть чемпионат штата Рио-де-Жанейро. 21 апреля 1943 года он забил первый мяч в составе клуба, поразив ворота «Нитеройенсе»; «Менго» матч выиграла 7:0. В том же, а затем последующем году Кордейро выигрывал с клубом чемпионаты Рио. Тогда начался складываться стиль Бигуа: он не только «отрабатывал» в защите, но и подключался в атаку, что до него не было традиционным; фактически, игра Кордейро стала прообразом действий латераля. Не забывал Бигуа и о своих непосредственных обязанностях: вместе с Жайме и Модесто он составил одну из лучших оборонительных линий в бразильском футболе тех лет. По окончании года Бигуа принял предложение «Коринтианса», куда его звал его бывший партнёр, Домингос да Гия, но за минуту до того, как сесть в поезд, отправляющийся в Сан-Паулу, защитник принял решение остаться в «Менго». В последние годы своей карьеры Бигуа играл на месте правого защитника. В 1953 году, когда он выиграл свой последний титул чемпиона штата, Бигуа из-за травмы коленных связок принял решение завершить карьеру. 3 ноября того же года он провёл прощальный матч против «Ботафого» на «Маракане». Всего за Фламенго Бигуа провёл 390 матчей и забил 7 голов.
В составе сборной Бразилии Бигуа дебютировал 21 января 1945 года в матче чемпионата Южной Америки со сборной Колумбии, обыгранном бразильцами 3:0. На том чемпионате Бигуа провёл все 6 игр своей команды, занявшей 2 место. Эти матчи стали единственными, проведёнными футболистом в составе сборной страны.
После завершения карьеры игрока, Бигуа открыл свой бар, в котором много лет был хозяином.

## Достижения
- Чемпион штата Рио-де-Жанейро: 1942, 1943, 1944, 1953